# Pontivy Communauté
Die Pontivy Communauté ist ein französischer Gemeindeverband mit der Rechtsform einer Communauté de communes in den Départements Morbihan und Côtes-d’Armor, dessen Verwaltungssitz sich im Ort Pontivy befindet. Sein Einzugsgebiet liegt im Norden des Départements Morbihan und im Süden des Départements Côtes-d’Armor. Der am 16. November 2000 gegründete Gemeindeverband besteht aus 25 Gemeinden, Präsidentin des Gemeindeverbandes ist Christine Le Strat.

## Geschichte
Die Pontivy Communauté startete am 16. November 2000 als Communauté de communes du Pays de Pontivy. Im Januar 2005 kam es zur Umbenennung auf den heutigen Namen. Dem Gemeindeverband gehören alle Gemeinden der Kantone Pontivy und Cléguérec an. Zudem mit Ausnahme der Gemeinde Lantillac, welche sich der Josselin Communauté angeschlossen hat, auch alle Gemeinden des Kantons Rohan. Eine Besonderheit ist die Zugehörigkeit der Gemeinden Mûr-de-Bretagne und Saint-Connec, die zum Département Côtes-d’Armor gehören.

## Aufgaben
Zu den vorgeschriebenen Kompetenzen gehören die Entwicklung und Förderung wirtschaftlicher Aktivitäten und des Tourismus sowie die Raumplanung auf Basis eines Schéma de Cohérence Territoriale. Der Gemeindeverband betreibt außerdem die Abwasserentsorgung.

## Mitgliedsgemeinden
| Gemeinde                | Einwohner 1. Januar 2022 | Fläche km² | Dichte Einw./km² | Code INSEE | Postleitzahl | Département   |
| ----------------------- | ------------------------ | ---------- | ---------------- | ---------- | ------------ | ------------- |
| Bréhan                  | 2.298                    | 51,65      | 44               | 56024      | 56580        | Morbihan      |
| Cléguérec               | 2.849                    | 62,99      | 45               | 56041      | 56480        | Morbihan      |
| Crédin                  | 1.493                    | 33,74      | 44               | 56047      | 56580        | Morbihan      |
| Gueltas                 | 532                      | 20,45      | 26               | 56072      | 56920        | Morbihan      |
| Guern                   | 1.379                    | 47,01      | 29               | 56076      | 56310        | Morbihan      |
| Kerfourn                | 842                      | 19,46      | 43               | 56092      | 56920        | Morbihan      |
| Kergrist                | 713                      | 29,66      | 24               | 56093      | 56300        | Morbihan      |
| Le Sourn                | 2.128                    | 16,05      | 133              | 56246      | 56300        | Morbihan      |
| Malguénac               | 1.849                    | 38,45      | 48               | 56125      | 56300        | Morbihan      |
| Neulliac                | 1.476                    | 30,99      | 48               | 56146      | 56300        | Morbihan      |
| Noyal-Pontivy           | 3.605                    | 53,45      | 67               | 56151      | 56920        | Morbihan      |
| Pleugriffet             | 1.281                    | 38,49      | 33               | 56160      | 56120        | Morbihan      |
| Pontivy                 | 14.547                   | 24,85      | 585              | 56178      | 56300        | Morbihan      |
| Radenac                 | 1.067                    | 21,65      | 49               | 56189      | 56500        | Morbihan      |
| Réguiny                 | 1.944                    | 27,92      | 70               | 56190      | 56500        | Morbihan      |
| Rohan                   | 1.541                    | 23,43      | 66               | 56198      | 56580        | Morbihan      |
| Saint-Aignan            | 632                      | 27,33      | 23               | 56203      | 56480        | Morbihan      |
| Saint-Connec            | 258                      | 10,93      | 24               | 22285      | 22530        | Côtes-d’Armor |
| Saint-Gérand-Croixanvec | 1.309                    | 24,14      | 54               | 56213      | 56920        | Morbihan      |
| Saint-Gonnery           | 1.087                    | 16,29      | 67               | 56215      | 56920        | Morbihan      |
| Saint-Thuriau           | 1.880                    | 21,47      | 88               | 56237      | 56300        | Morbihan      |
| Sainte-Brigitte         | 178                      | 17,74      | 10               | 56209      | 56480        | Morbihan      |
| Séglien                 | 656                      | 38,36      | 17               | 56242      | 56160        | Morbihan      |
| Silfiac                 | 488                      | 22,46      | 22               | 56245      | 56480        | Morbihan      |
| Pontivy Communauté      | 46.032                   | 718,96     | 64               | –          | –            | –             |